# Jonas Salk
Jonas Edward Salk (New York, 28 ottobre 1914 – La Jolla, 23 giugno 1995) è stato un virologo, batteriologo e ricercatore statunitense, ideatore del primo vaccino antipoliomielite.
Fino al 1955, anno dell'introduzione del suo vaccino, la poliomielite era considerata il problema più spaventoso in materia di salute pubblica negli Stati Uniti d'America del dopoguerra. Le epidemie annuali erano sempre più devastanti: quella del 1952 fu la peggiore nella storia della nazione. Dei quasi 58.000 casi riportati quell'anno, 3.145 persone morirono e 21.269 restarono paralizzate in modo lieve o invalidante. La maggior parte delle vittime erano bambini. Gli scienziati si affannavano a trovare un modo per prevenire o curare la malattia. Il Presidente degli Stati Uniti d'America Franklin Delano Roosevelt ne era forse la vittima più conosciuta al mondo e fondò l'organizzazione che avrebbe finanziato la realizzazione del vaccino.
Nel 1947 Salk accettò un incarico alla Scuola di Medicina dell'Università di Pittsburgh e l'anno dopo intraprese un progetto finanziato dalla National Foundation for Infantile Paralysis per determinare il numero di tipi diversi del virus della poliomielite. Salk vide in tale obiettivo anche un'opportunità di dedicarsi allo sviluppo di un vaccino contro la polmonite, insieme al qualificato team di ricerca da lui scelto per affiancarlo, si dedicò al progetto per i sette anni successivi. Il banco di prova predisposto per testare il vaccino di Salk fu, come riportato dallo storico William O'Neill, "il più elaborato programma del genere nella storia, che coinvolse 20.000 medici e ufficiali della salute pubblica, 64.000 impiegati scolastici e 220.000 volontari".
Oltre 1.800.000 bambini in età scolare presero parte all'esperimento. Quando la notizia del successo del vaccino fu resa pubblica, il 12 aprile 1955, Salk fu salutato come "l'uomo dei miracoli", e la giornata "divenne quasi un giorno di festa nazionale". Il suo unico obiettivo era stato sviluppare un vaccino sicuro ed efficace il più rapidamente possibile, senza nessun interesse al profitto personale. Quando in una intervista televisiva gli fu chiesto chi possedesse il brevetto del vaccino, lui rispose: "La gente, suppongo. Non c'è brevetto. Si può brevettare il sole?"
Nel 1960 fondò il Salk Institute for Biological Studies a La Jolla, in California, che è tuttora un centro di ricerca medica e scientifica. Continuò inoltre a condurre ricerche e a pubblicare libri: Man Unfolding (1972), The Survival of the Wisest (1973), World Population and Human Values: A New Reality (1981), e Anatomy of Reality: Merging of Intuition and Reason (1983). Salk trascorse gli ultimi anni della sua vita ricercando un vaccino contro l'HIV.

## Biografia
Jonas Salk nacque a New York il 28 ottobre 1914 da Daniel e Dora Salk. I suoi genitori provenivano da famiglie di emigrati lituani ed erano ebrei aschenaziti. Secondo lo storico David Oshinsky, infatti, Salk crebbe nella "cultura degli ebrei immigrati" di New York. Aveva due fratelli più piccoli, Herman e Lee. La famiglia si trasferì dall'East Harlem nel Bronx, trascorrendo solo un breve periodo nel Queens.

### Scuola superiore
All'età di tredici anni, Salk fu ammesso alla Townsend Harris High School, una scuola pubblica per studenti particolarmente dotati intellettualmente. Intitolata al fondatore del City College of New York (CCNY), la scuola era, scrive Oshinsky, "un trampolino di lancio per i talentuosi figli di immigrati ai quali mancavano i soldi – e i nobili natali – per frequentare una scuola privata d'eccellenza". Secondo quanto riportato da uno dei suoi compagni di scuola, Salk "era conosciuto come un perfezionista [...] che leggeva qualunque cosa che gli capitasse a tiro". Gli studenti erano costretti a comprimere un curriculum quadriennale in soli tre anni. Come risultato, la maggior parte di essi si ritiravano o venivano espulsi per scarso rendimento, a dispetto del motto della scuola: "Studia, studia, studia". Tra coloro che si diplomavano, comunque, la maggior parte conseguiva voti sufficienti a iscriversi al CCNY, noto per essere un college altamente competitivo.

### College
Salk si iscrisse al City College of New York e conseguì il diploma accademico di laurea in Scienze nel 1934. Oshinsky scrive che "per le famiglie immigrate appartenenti alla classe operaia, il City College rappresentava l'apice dell'istruzione superiore pubblica. Entrarci era difficile, ma l'insegnamento era gratuito. La competizione era dura, ma le regole venivano applicate equamente. Nessuno era raccomandato per nascita". Su sollecitazione di sua madre, mise da parte l'aspirazione di diventare avvocato e si concentrò sui corsi necessari per l'ammissione alla scuola medica. Comunque, secondo Oshinsky, i mezzi a disposizione al City College erano "a mala pena di secondo livello". Non c'erano laboratori di ricerca, la biblioteca era inadeguata. "Ciò che rese quel luogo speciale fu il corpo studentesco che aveva combattuto così duramente per entrarci. Dalle loro file, tra gli anni Trenta e Quaranta del Novecento, emerse una ricchezza di talento intellettuale, inclusi più vincitori di Premi Nobel – ben otto – e più destinatari di dottorati di ricerca di ogni altro college pubblico a eccezione della University of California at Berkeley". Salk vi entrò all'età di quindici anni, "un'età comune per una matricola che aveva saltato diversi gradi lungo il percorso". Da bambino, egli non aveva mostrato alcun interesse per la medicina o la scienza in generale. Disse in un'intervista con la Academy of Achievement: "Ero semplicemente interessato alle cose umane, al lato umano della natura, se volete, e continuo a essere interessato a questo".

### Scuola Medica
Secondo Oshinsky, la New York University basava la propria modesta reputazione su celebri ex allievi, come Walter Reed, che collaborò alla vittoria sulla febbre gialla. La tassa per l'insegnamento era "relativamente bassa e, meglio ancora, non discriminava gli ebrei, [...] mentre la maggior parte delle scuole mediche circostanti – Cornell, Columbia, University of Pennsylvania, Yale – imponeva loro rigide quote". Yale, per esempio, nel 1935 accettò 76 richiedenti su un totale di 501. Anche se 200 di essi erano ebrei, solo cinque furono ammessi. Durante i suoi anni alla New York University School of Medicine Salk si lasciò assorbire dalla ricerca, prendendosi perfino un anno di pausa per studiare biochimica. Più tardi si concentrò maggiormente su studi di batteriologia, che avevano rimpiazzato la medicina come suo interesse primario. Disse che il suo desiderio era di aiutare l'umanità in generale piuttosto che i singoli pazienti. Come scrive Oshinsky, "fu il lavoro in laboratorio, in particolare, che diede una nuova direzione alla sua vita".

### Ricerca post laurea
Durante il suo ultimo anno alla scuola medica scelse un'attività elettiva bimestrale nel laboratorio del dottor Thomas Francis. Francis era da poco entrato a far parte della facoltà, dopo aver lavorato per la Rockefeller Foundation, dove aveva scoperto il virus dell'influenza B. Secondo Bookchin, "Il lavoro di due mesi nel laboratorio di Francis fu per Salk la prima introduzione al mondo della virologia, e ne fu irresistibilmente attratto". Dopo la laurea cominciò a lavorare al Mount Sinai Hospital di New York, ancora una volta nel laboratorio di Francis. Pochi ospedali a Manhattan godevano della fama del Mount Sinai, in particolare tra gli ebrei della città. Oshinsky intervistò un amico di Salk, il quale disse: "Fare un internato lì era come giocare per i New York Yankees [...] Solo gli uomini di punta dalle scuole mediche della nazione osavano inoltrare la domanda".
Sebbene focalizzato principalmente sulla ricerca, Salk "mostrò stupefacenti abilità come clinico e chirurgo". Ma fu "la sua guida come presidente dello staff di tirocinanti al Mount Sinai che meglio lo definì agli occhi dei suoi colleghi". La questione più urgente per molti di loro nel 1939, ad esempio, non era il destino dell'ospedale, bensì il futuro dell'Europa dopo l'invasione della Polonia da parte della Germania nazista. E fu così che "parecchi tirocinanti risposero indossando distintivi che indicavano il loro supporto agli Alleati", ma il direttore dell'ospedale impose loro di toglierli per non sconvolgere i pazienti. Essi allora esposero il problema a Salk, il quale li esortò a indossare il distintivo come gesto di solidarietà. Gli amministratori dell'ospedale fecero marcia indietro e non ci furono ulteriori interferenze da parte del direttore.

### Carriera di ricerca
Al termine del suo internato, Salk cominciò a inoltrare richieste di assunzione come ricercatore, ma scoprì che molti dei lavori che desiderava gli erano preclusi a causa delle "quote ebraiche", diffuse in moltissime istituzioni di ricerca medica. Né poteva fare domanda al Mount Sinai, in quanto la politica dell'ospedale vietava l'assunzione dei tirocinanti. Come ultima risorsa, si rivolse al Dottor Francis, il quale però aveva lasciato New York l'anno precedente dopo aver accettato l'offerta di dirigere la School of Public Health dell'Università del Michigan.
Comunque, non abbandonò il suo pupillo. "Gli procurò del denaro e gli offrì un lavoro" in un progetto nel Michigan finanziato dall'esercito per sviluppare un vaccino per l'influenza. Salk e Francis alla fine perfezionarono un vaccino che fu subito largamente utilizzato dalle forze militari. Il giovane ricercatore era stato responsabile della ricerca e dell'isolamento di uno dei ceppi influenzali che fu incluso nel vaccino finale. A partire dal 1947, Salk decise di trovare un'istituzione nella quale potesse dirigere un proprio laboratorio. Dopo tre rifiuti, ricevette un'offerta da William McEllroy, il preside della Scuola di Medicina dell'Università di Pittsburgh. Accettò, e nell'autunno dello stesso anno lasciò il Michigan e si stabilì in Pennsylvania. Ma la proposta non fu proprio ciò che egli si aspettava. Dopo essere arrivato a Pittsburgh, "scoprì di essere stato relegato in locali angusti e non attrezzati nel seminterrato del vecchio Ospedale Municipale", scrive Bookchin. Con il passare del tempo e con l'aiuto finanziario di una ricca famiglia del luogo (i Mellon), comunque, riuscì a costruire un laboratorio funzionante di virologia, dove continuò la sua ricerca sui vaccini per la febbre.
Successivamente, fu contattato dal direttore della ricerca alla National Foundation for Infantile Paralysis, il quale gli propose di partecipare a un progetto di ricerca della fondazione sulla poliomielite voluto dal Presidente Franklin Delano Roosevelt, poiché all'epoca si credeva che fosse egli stesso vittima della malattia. Salk accettò prontamente l'offerta, dicendo che "sarebbe stato felice di lavorare su questo importante progetto".
Nel 1956, la rivista Wisdom curò una storia da copertina su Salk, che riassume alcune delle ragioni alla base del suo desiderio di fare ricerca:
Altri lavorano nel silenzioso distacco del laboratorio; i loro nomi sono spesso sconosciuti al pubblico, ma le loro ricerche potrebbero avere conseguenze epocali.»

### La lotta alla poliomielite

#### Il male peggiore dell'era del dopoguerra
La poliomielite sconcertò i ricercatori per anni. I primi casi si registrarono a partire dal 1835 e la sua diffusione fu costante e sempre più ampia. Ci volle molto tempo per capire che il virus veniva trasmesso tramite le feci e le secrezioni di naso e gola, si stabiliva nell'intestino per poi spostarsi sino al cervello e al midollo spinale.
Negli Stati Uniti, durante le epidemie di polio del 1914 e del 1919, medici e infermieri conducevano ispezioni casa per casa per identificare tutte le persone infette.
I bambini sospettati di essere malati di poliomielite venivano portati in ospedale e i loro familiari erano posti in quarantena finché si era sicuri che non fossero infetti, anche se ciò significava che essi non potevano andare al funerale se il bambino moriva in ospedale.

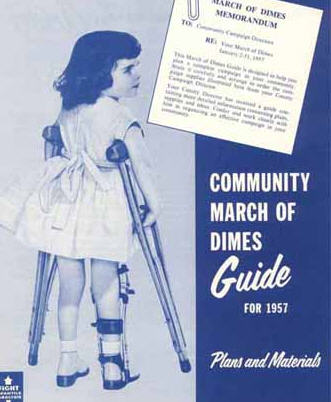
March of Dimes poster circa 1952

Lo storico statunitense William O'Neill notò come le epidemie fossero sempre più violente, e le loro vittime fossero troppo spesso bambini. Nei venti Stati in cui la malattia si ripresentò nel 1916, ci furono in totale 27.363 casi. Nella sola New York si contarono 9.023 nuovi casi: per un gran numero di essi la malattia condusse le vittime alla paralisi e per il 28% ebbe esito fatale.
Ciononostante, la poliomielite non guadagnò l'attenzione nazionale sino al 1921, quando si ammalò Franklin Delano Roosevelt, che presto sarebbe diventato governatore di New York. All'età di 39 anni, Roosevelt restò gravemente paralizzato e trascorse la maggior parte della sua presidenza su una sedia a rotelle.
Successivamente, poiché più Stati iniziarono a registrare casi della malattia, il numero di vittime crebbe. Nel 1952 furono riportati quasi 58.000 casi e la polio divenne la malattia che uccideva più bambini di ogni altra. In alcune parti del paese, la preoccupazione assunse quasi le proporzioni di panico collettivo. "I genitori non mandavano i figli a scuola e i bambini evitavano i parchi e le piscine e giocavano solo in piccoli gruppi e con gli amici più cari".

#### Gli inizi
"Poiché il panico non portava nulla di buono e la quarantena sembrava inutile, i genitori capirono che potevano proteggere al meglio i propri figli solo contribuendo alla scoperta di un vaccino o, magari, di una cura". L'opinione pubblica si rese ben presto conto che questo genere di ricerca richiedeva "molto denaro" e un "esercito di volontari devoti". La battaglia contro la poliomielite non ebbe realmente inizio fino al 1938, quando nacque la National Foundation for Infantile Paralysis, guidata da Basil O'Connor, ex consulente di legge del Presidente Roosevelt, la vittima della polio più celebre d'America. Nello stesso anno venne istituito il primo programma di raccolta fondi ("March of Dimes"), con reti radiofoniche che offrivano gratuitamente spazi promozionali di 30 secondi durante i quali gli ascoltatori venivano invitati a inviare dieci centesimi di dollaro. La Casa Bianca ricevette 2.680.000 lettere nell'arco di pochi giorni.
La paura della malattia aumentava di anno in anno, e aumentavano anche i fondi per combatterla: da 1,8 a 67 milioni di dollari nel 1955. La ricerca continuò durante quegli anni ma, come scrive O'Neill, "Tutto quello di cui gli scienziati erano convinti all'inizio era sbagliato, e ciò li condusse in molti vicoli ciechi [...]. Per di più, la maggior parte dei ricercatori stavano sperimentando vaccini vivi altamente pericolosi. In un test sei bambini morirono e tre restarono storpi". "Questa era la situazione quando Jonas Salk, un giovane medico responsabile di un laboratorio di virologia all'Università di Pittsburgh, decise di usare un vaccino inattivato, più sicuro", riporta O'Neill. Nonostante una generale mancanza di entusiasmo per questo approccio, O'Connor finanziò generosamente il dottor Salk.
Dopo il successo delle sperimentazioni in laboratorio sugli animali, il vaccino doveva essere testato sull'uomo. "Chi si sarebbe assunto questo rischio?", si chiedeva lo scrittore Dennis Denenberg. "Lo fece il dottor Salk [...], insieme a sua moglie e ai suoi figli, i quali acconsentirono a divenire cavie umane". Nel novembre 1953, a una conferenza all'Hotel Waldorf-Astoria di New York, disse: "Sarò personalmente responsabile del vaccino". Era di cruciale importanza che egli si guadagnasse la fiducia dell'opinione pubblica americana per gli esperimenti e i test di massa che si sarebbero resi necessari. Come un suo collega ha osservato, "Quell'uomo soffriva davvero quando aveva a che fare con casi di paralisi. Lo si vedeva pensare: «Mio Dio, tutto questo potrebbe essere evitato»". Un articolo su Wisdom riporta che "egli a un certo punto pensò addirittura di abbandonare la ricerca: ma mentre sedeva in un parco e guardava i bambini giocare, capì quanto fosse importante quel lavoro: c'erano migliaia di adulti e bambini che non avrebbero mai più camminato, i cui corpi sarebbero rimasti inerti. Prese coscienza della sua terribile responsabilità, e così perseverò nel suo impegno con rinnovato vigore." Dopo i risultati preliminari, nel 1954, mentre la polio stava distruggendo le vite dei fanciulli americani più di qualsiasi altra malattia, il vaccino di Salk era pronto per le prove sul campo.

#### Prime sperimentazioni sull'uomo
"Al finanziamento, allo sviluppo e alla sperimentazione del vaccino contro la poliomielite presero parte più cittadini americani di quanti avessero partecipato alle elezioni presidenziali". Almeno cento milioni di persone avevano contribuito alla March of Dimes, e sette milioni di essi avevano donato anche tempo e fatica alla causa: addetti alla raccolta fondi, volontari nelle cliniche e nei centri per la registrazione dei dati, oltre a tutto il personale sanitario. La storica Doris Fleischer scrive che "Quando O'Connor si rese conto che il successo sembrava imminente, permise alla fondazione di indebitarsi per finanziare la ricerca finale richiesta per sviluppare il vaccino di Salk. La sua devozione appassionata alla causa divenne quasi ossessiva quando sua sorella, madre di cinque figli, gli confidò di aver contratto la malattia, dicendogli: "Ho preso un po' della tua polio". Salk lavorò sedici ore al giorno, sette giorni su sette, per anni. I risultati dei test alla fine furono ritenuti un successo e così Salk si dimostrò all'altezza della fiducia di Basil O'Connor.

### La scoperta del vaccino

#### L'annuncio dei risultati del test

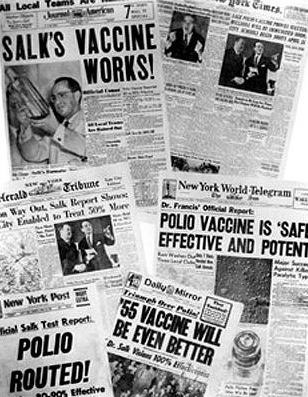
I giornali pubblicano la notizia del vaccino antipolio (13 aprile 1955).

Il 12 aprile 1955 il Dottor Thomas Francis Junior, revisore dei risultati del test, dichiarò che il vaccino era sicuro ed efficace. "L'annuncio fu fatto nell'Università del Michigan, a dieci anni esatti dal giorno della morte del Presidente Roosevelt. Cinquecento persone, inclusi centocinquanta tra giornalisti, cronisti radiofonici e reporters televisivi, ingombravano l'aula; sedici telecamere erano posizionate su una lunga impalcatura sul retro; e 54.000 medici, seduti nelle sale cinematografiche di tutto il paese, guardavano la trasmissione dalla televisione a circuito chiuso. La multinazionale farmaceutica Eli Lilly and Company pagò 250.000 dollari per far trasmettere l'evento. Gli americani accesero le loro radio, i grandi magazzini predisposero degli altoparlanti e i giudici sospesero i processi. Anche gli europei erano sintonizzati sulla Voice of America. A proposito di ciò, Paul Offit riporta: "La presentazione fu oscura, ma la conclusione fu chiara: il vaccino funzionava.
All'interno dell'auditorium gli americani accolsero il risultato con lacrime di gioia. Mentre Thomas Francis scendeva dal podio, le campane delle chiese risuonavano in tutto il paese, nelle fabbriche si osservava un momento di silenzio, nelle sinagoghe e nelle chiese si tenevano incontri di preghiera, e genitori e insegnanti piangevano. Un negoziante dipinse una scritta sulla propria vetrina: "Grazie, Dr. Salk". Era come se la guerra fosse finita [...]". Il Dottor Francis riferì che il vaccino era risultato efficace nell'80-90% dei casi sulla base dei risultati in undici Stati. Nel complesso, fu somministrato a oltre 440.000 bambini in quarantaquattro Stati, tre province canadesi e a Helsinki, in Finlandia. Dopo l'annuncio, quando gli fu chiesto se l'efficacia del vaccino potesse essere migliorata, Salk rispose: "In linea teorica, i vaccini del 1955 e le procedure di vaccinazione potrebbero essere portati a una protezione del 100%".

#### La nazione fa festa
Pochi minuti dopo la dichiarazione di Francis, la notizia dell'evento già si diffondeva attraverso i notiziari radio e i telegiornali. Secondo Debbie Bookchin, "da una parte all'altra della nazione c'erano festeggiamenti spontanei [...]. Qualsiasi attività si fermava al giungere della notizia: il sindaco di New York interruppe un consiglio cittadino per dare il lieto annuncio, aggiungendo: "Penso che tutti noi possiamo dirci estremamente fieri del fatto che il Dottor Salk sia un laureato del City College". "Dal mattino dopo", scrive ancora la Bookchin, "i politici di tutto il paese si facevano in quattro per trovare un modo per congratularsi con Salk, e parecchi di loro proponevano di conferirgli onori e medaglie speciali. [...] Alla Casa Bianca era già stata messa in programma una cerimonia per la consegna a Salk di una speciale medaglia presidenziale che lo designasse un benefattore dell'umanità".
Il suo successo fu anche dichiarato "una vittoria per l'intera nazione". Jonas Salk divenne "famoso in tutto il mondo nel giro di una notte e fu ricoperto di onorificenze". Il governatore della Pennsylvania fece coniare un'apposita medaglia, e il legislatore di Stato gli assegnò una cattedra universitaria. Tuttavia la città di New York non gli consentì di accettare una parata in suo onore al pari di una celebrità. Furono invece istituite otto borse di studio a suo nome per studenti di medicina. Egli ricevette inoltre una Presidential Citation e la prima medaglia del Congresso degli Stati Uniti per "Distinguished Civilian Service". O'Neill racconta anche che "Il 12 aprile era quasi diventato un giorno di festa nazionale: le persone osservavano qualche minuto di silenzio, suonavano le campane, davano fiato alle trombe e ai fischietti, sparavano a salve, chiudevano le scuole o convocavano fervide assemblee al loro interno, facevano brindisi, abbracciavano i bambini, frequentavano le chiese, sorridevano agli estranei e perdonavano i nemici".

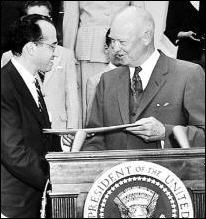
Dr. Jonas Salk riceve una Gold Medal dal Presidente Eisenhower (27 gennaio 1956).

A luglio, le case cinematografiche erano già in lotta per accaparrarsi i diritti per un film-biografia. La Twentieth Century-Fox cominciò a scrivere una sceneggiatura mentre la Warner Bros. rivendicava il primato sul titolo "Il trionfo del Dr. Jonas Salk" già poco tempo dopo l'annuncio formale della scoperta del vaccino. Il 6 maggio 1985, il Presidente Ronald Reagan proclamò quel giorno il "Jonas Salk Day".

#### Accettazione globale e speranza
Sei mesi prima dell'annuncio di Salk, l'ottimismo e la fiducia erano così diffusi che la Polio Fund negli Stati Uniti aveva già firmato un contratto per acquistare dosi del vaccino di Salk in quantità sufficienti a immunizzare nove milioni di bambini e donne in gravidanza per l'anno successivo. E nel mondo, la notizia ufficiale portò immediatamente a una corsa internazionale alla vaccinazione. "Israele si era impegnato all'acquisto del vaccino pochi giorni prima del rilascio del rapporto finale, e ora anche Canada, Svezia, Danimarca, Norvegia, Germania Ovest, Paesi Bassi, Svizzera e Belgio annunciavano piani per iniziare immediatamente, o comunque il prima possibile, campagne di immunizzazione contro la polio usando il vaccino di Salk. [...] Era un vero e proprio miracolo della medicina moderna."
Poiché Salk fu il primo a dimostrare che l'iniezione di un virus ucciso poteva scongiurare il pericolo di contrarre la malattia, lo storico della medicina Paul Offit nel 2007 ha scritto che "solo per questa osservazione, [Salk] avrebbe dovuto vincere il Premio Nobel". La virologa Isabel Morgan aveva precedentemente illustrato tale scoperta nelle sue pubblicazioni, ma non aveva mai testato il vaccino sull'uomo. Nonostante ciò, il suo lavoro costituì un anello fondamentale nella catena del progresso verso il vaccino inattivato contro la polio per gli esseri umani più tardi sviluppato e testato da Salk.
Nell'estate 1957, oltre due anni dopo, cento milioni di dosi erano state distribuite negli Stati Uniti e "le complicazioni riportate dopo la loro somministrazione erano notevolmente rare", come sottolineato nella Conferenza Internazionale sulla Poliomielite a Ginevra. La Danimarca "riportò solo pochi casi sporadici tra i due milioni e mezzo di individui che avevano ricevuto il vaccino". L'Australia non aveva registrato praticamente alcun caso di poliomielite nell'estate precedente. Altri paesi in cui il vaccino non era ancora in uso dovettero invece affrontare nuove epidemie: nel 1957 in Ungheria si rese necessario un intervento d'emergenza a livello internazionale. Entro la prima metà dell'anno erano 713 i casi segnalati, con un tasso di mortalità del 6,6%, e i mesi estivi in cui l'infezione avrebbe raggiunto il picco massimo dovevano ancora venire. Il Canada inviò dosi di vaccino in un aereo refrigerato, mentre la Gran Bretagna e la Svezia mandarono camere iperbariche. Nel 1959, durante uno scoppio di epidemia in Canada, "dei banditi mascherati" rubarono 75.000 dosi del vaccino di Salk da un centro di ricerca universitaria a Montréal.

#### I successi nel resto del mondo
Alla fine del 1990 fu stimato che, in tutto il mondo, ogni anno erano stati prevenuti 500.000 casi di paralisi dovuta alla poliomielite grazie ai programmi di immunizzazione attuati dalla World Health Organization, dall'UNICEF e da molte altre organizzazioni. Nel 2002, più di 500 milioni di bambini erano stati vaccinati in 93 Paesi, e nel dicembre c'erano solo 1924 casi nel mondo, 1599 dei quali in India. Comunque, c'erano ancora sei Paesi in cui si sospettava che la polio fosse una malattia endemica: l'Afghanistan, l'Egitto, il Niger, la Nigeria, il Pakistan e la Somalia.
Nel 1988 numerose organizzazioni mediche internazionali lanciarono una campagna per debellare la malattia su scala planetaria, come era successo per il vaiolo. Nel 2003 la poliomielite era stata sconfitta in tutti i paesi a eccezione dell'Afghanistan, dell'India, della Nigeria e del Pakistan.

#### Nuovi progetti di ricerca medica
A sole due settimane dall'annuncio del vaccino, il senatore Hubert H. Humphrey (democratico, Minnesota) esortò il Presidente Dwight D. Eisenhower a mostrare la gratitudine della nazione al dottor Jonas Salk per il suo nuovo vaccino antipolio "allentando le stringhe" della ricerca medica. Salk sapeva che ci sarebbe voluto tempo per verificare le sue teorie e migliorare il vaccino. Restavano numerose questioni da risolvere: quanto a lungo durerà l'effetto del vaccino? Ci sono bambini che non possono essere vaccinati? Quali sono i miglioramenti possibili?
Negli anni che seguirono, mentre tentava di perfezionare il vaccino antipolio, Salk stava lavorando in via ufficiosa a una cura per il cancro. Un articolo del New York Times del 1958 confermò che egli stava conducendo esperimenti su alcuni pazienti malati. La notizia trapelò dopo che un giornale di Pittsburgh, il Sun-Telegraph, riportò che Salk stava facendo iniezioni a bambini affetti da tumore. Salk dichiarò in seguito: "È vero che stiamo conducendo esperimenti su molte persone con diversi tipi di tumore o di malattie pseudotumorali [...] ma non abbiamo alcun trattamento per il cancro. I nostri studi sono di carattere strettamente esplorativo". Nel 1965, disse anche che "un vaccino per il comune raffreddore è solo questione di tempo e di risolvere alcuni problemi tecnici".

#### La vittoria finale e la controversia del vaccino di Sabin
Anni prima che il vaccino di Salk venisse ufficialmente dichiarato sicuro, il dottor Albert Sabin si era occupato della ricerca in tal campo, utilizzando un virus vivo, in contrapposizione al virus ucciso di Salk. Tra loro c'era aperta ostilità: Debbie Bookchin scrive che dopo un discorso che Salk fece a una conferenza medica, "Sabin montò un'offensiva su larga scala, impegnandosi in una puntuale demolizione della sua presentazione. Nonostante ciò, la National Foundation diede pieno credito a Salk. Ecco finalmente, dicevano, un ricercatore sulla poliomielite che ha realizzato qualcosa".
Nel 1962 la polio era stata pressoché sconfitta, con soli 910 casi riportati – 37.476 in meno rispetto al 1954. "È una questione di principio", disse Salk. "Non è una controversia tra me e Sabin, una competizione tra due persone [...]. Io ho lavorato con i virus dell'influenza, aiutando a stabilire l'efficacia di un vaccino inattivato. Ho dimostrato che potrebbe essere efficace al 100% se la quantità di virus ucciso nel vaccino fosse sufficiente". Quello stesso anno l'Health Department dello Stato di New York raccomandò che "al vaccino di Salk venisse data precedenza rispetto al vaccino orale di Sabin". Al contrario l'anno successivo, 1963, fu autorizzato in Italia il vaccino anti-polio di Sabin, reso obbligatorio nel 1966.

### L'incidente Cutter
Nel 1955 i Cutter Laboratories erano una delle numerose aziende farmaceutiche che avevano ottenuto la licenza dal governo degli Stati Uniti per produrre il vaccino antipolio di Salk. In quello che divenne tristemente noto come il Cutter Incident, un errore di produzione provocò un'ingente quantità di vaccini Cutter contaminati dal virus vivo. Fu uno dei peggiori disastri farmaceutici nella storia degli Stati Uniti e causò l'esposizione al virus della poliomielite di diverse migliaia di bambini, con 56 casi di paralisi e cinque decessi.

### Il Salk Institute
Negli anni dopo la sua scoperta, molti sostenitori, in particolare la National Foundation, "lo aiutarono a costruire il proprio sogno di fondare un complesso di ricerca per lo studio dei fenomeni biologici "dalla cellula alla società". Il Salk Institute for Biological Studies fu inaugurato nel 1963 a La Jolla, in California, vicino a San Diego. Salk era convinto che l'istituzione avrebbe aiutato nuovi scienziati emergenti e nel 1966 descrisse il suo "ambizioso progetto di creare una sorta di Accademia socratica in cui la cultura scientifica e quella umanistica, apparentemente separate l'una dall'altra, avrebbero trovato un clima favorevole a uno sviluppo incrociato". Il New York Times, in un articolo del 1980 che celebrava il 25º anniversario del vaccino di Salk, così descrisse le operazioni in atto presso l'impianto:
In un'intervista riguardo alle sue speranze future per l'istituto, Salk dice: "In fin dei conti, ciò che può avere più rilevanza è la mia fondazione di questo centro e tutto quello che ne verrà fuori, in quanto è un esempio di un luogo di eccellenza, un ambiente creativo per menti creative".
Francis Crick, co-scopritore della molecola del DNA, ha insegnato presso il Salk Institute fino alla sua morte, nel 2004.

#### Un vaccino per l'AIDS
A partire dalla metà degli anni ottanta, Salk si impegnò anche per sviluppare un vaccino per un altro, più recente flagello, l'AIDS. Per promuovere tale ricerca, egli divenne il cofondatore dell'Immune Response Corporation insieme a Kevin Kimberlin e brevettò Remune, una terapia che agiva direttamente sul sistema immunitario. Il progetto per un vaccino contro l'AIDS fu interrotto nel 2007, dodici anni dopo la morte di Jonas Salk nel 1995.
Anche se molti progressi erano stati compiuti nel trattamento dell'AIDS, "il mondo aspettava ancora il vaccino dei miracoli che il conquistatore della polio aveva cercato".

### La "biofilosofia" di Salk
Nel 1966 il New York Times, riferendosi al dottor Salk, lo denominò "il Padre della Biofilosofia". Secondo il giornalista del Times Howard Taubman, "Egli non dimentica mai [...] che esiste ancora una vasta oscurità che l'uomo deve penetrare. Come biologo, crede che la sua scienza sia una nuova frontiera per straordinarie scoperte; come filosofo, è convinto che umanisti e artisti si siano uniti agli scienziati per raggiungere un grado di comprensione dell'essere umano in tutta la sua complessità fisica, mentale e spirituale. Interscambi di questo tipo potrebbero portare, e Salk lo spera, a una nuova e importante scuola di pensatori, da designare come biofilosofi". Salk descrive la sua "biofilosofia" come l'applicazione di un "punto di vista biologico ed evoluzionista a problemi filosofici, culturali, sociali e psicologici". Egli approfondisce questo argomento in due dei suoi libri, Man's Unfolding e The Survival of the Wisest. In un'intervista del 1980, ha anche esposto la sua convinzione che, in futuro, un forte aumento e un prevedibile livellamento nella popolazione mondiale avrebbe portato a un cambiamento negli atteggiamenti umani:
La sua definizione di "biofilosofo" è "qualcuno che attinge alle Sacre Scritture della Natura, riconoscendo che noi siamo il prodotto del processo di evoluzione, e comprende che siamo diventati il processo stesso, grazie all'emergere e all'evolversi della nostra coscienza, della nostra consapevolezza, della nostra capacità di immaginare e anticipare il futuro e di scegliere tra più alternative".

### Vita privata

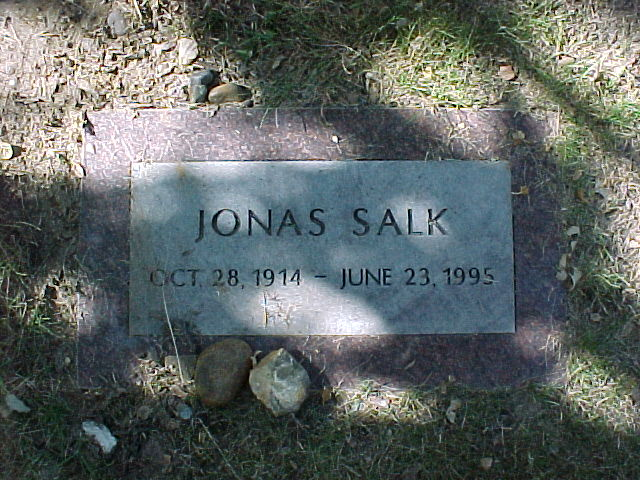
La tomba del Dottor Jonas Salk

Il giorno dopo la sua laurea alla scuola medica, Jonas Salk sposò Donna Lindsay, una candidata direttrice del New York College of Social Work. David Oshinsky scrive che il padre di lei, Elmer Lindsay, "un ricco dentista di Manhattan, considerava Salk socialmente molto inferiore a tutti gli ex pretendenti di Donna". Alla fine, l'uomo acconsentì al matrimonio a due condizioni: innanzitutto, Salk avrebbe dovuto aspettare finché non fosse stato possibile anteporre al suo nome il titolo di Medicinæ Doctor (M.D.) sugli inviti alle nozze, e poi avrebbe dovuto migliorare il proprio «status piuttosto pedestre» dandosi un secondo nome. Jonas e Donna ebbero tre figli: Peter, Darrell e Jonathan Salk. Nel 1968 divorziarono, e nel 1970 Salk sposò Françoise Gilot, ex amante di Pablo Picasso.
Jonas Salk morì di insufficienza cardiaca il 23 giugno 1995, a ottant'anni, a La Jolla, e fu sepolto a El Camino Memorial Park, San Diego.

## Onorificenze

### Onorificenze statunitensi
- Premio Robert Koch, 1962